# Joan-myeon
Joan-myeon (koreanska: 조안면) är en socken i kommunen Namyangju i  provinsen Gyeonggi i den norra delen av Sydkorea, 28 km nordost om huvudstaden Seoul.